# Alcippe Mahistre
Gabriel Alcippe Mahistre (1811-1860) est un mathématicien et mécanicien français, spécialiste des machines à vapeur, professeur à la faculté des sciences de Lille et à l'École des arts industriels et des mines (École centrale de Lille).

## Biographie
D'abord professeur de mathématiques dans des lycées à Belfort, Chartres et Saint-Omer, Mahistre soutient une thèse sur la mécanique rationnelle et la mécanique céleste à Strasbourg en 1852. Il est nommé professeur en 1854 lors de la création de la faculté des sciences de Lille avec Louis Pasteur, Claude Auguste Lamy et Henri de Lacaze-Duthiers.
Titulaire de la chaire de mathématiques de la faculté des sciences de Lille de 1854 jusqu'à son décès inattendu, il développe les recherches et les enseignements en mécanique rationnelle, calcul différentiel et machines à vapeur. Il publie de nombreuses notes de recherches en mécanique appliquée (mécanismes, machines et transmission de puissance pour les machines à vapeur), publiées par la Société impériale des sciences de Lille et dans les Comptes rendus de l'Académie des sciences (CRAS), et atteint une renommée nationale.
Son adjoint depuis 1856, Paul Guiraudet, lui succède dans l'enseignement et la recherche sur les machines à vapeur.

### Cours
- Gabriel Alcippe Mahistre, Cours de mécanique appliquée, Paris, Mallet-Bachelier, 1858, 549 p. (lire en ligne).
- Gabriel Alcippe Mahistre, Les analogies de la géométrie élémentaire, ou La géometrie dans l'espace, ramenée à la géométrie plane, Hachette, 1844 (lire en ligne).